# Pomișorul fermecat
Pomișorul fermecat (titlul original: în germană Das singende, klingende Bäumchen) este un film german de basm pentru copii, 
realizat în 1957 de regizorul Francesco Stefani, după elemente din basmele fraților Grimm. Filmul este considerat una dintre cele mai bune producții de film-basm din istoria filmului DEFA. Protagoniștii filmului sunt actorii Christel Bodenstein, Charles Hans Vogt și Eckart Dux. 

## Conținut
Un frumos Prinț sosește la castelul Regelui pentru a îi peți fiica. Dar Prințesa trufașă își disprețuiește darul,o ladă plină cu perle prețioase, ea le răstoarnă pe podea spunând: „orice nătâng îmi poate face cadou astfel de perle”. În schimb, cere de la el copăcelul care cântă și clopoțește. După o lungă căutare, prințul întâlnește în sfârșit un pitic, stăpânul unei împărății magice, în care stă pomișorul și care este gata să-i ofere micul copac în schimbul unui rămășag: pomișorul va cânta și va suna numai dacă prințesa îl va iubi cu adevărat pe prinț. Dacă pomișorul rămâne mut, prințul trebuie să trăiască transformat în urs, pe tărâmul piticului. Desigur, prințul cade la învoială și este de acord.
Ajuns la castel, pomișorul rămâne tăcut, iar prințesa îl refuză din nou pe prinț. Acesta se întoarce trist cu pomișorul la pitic care îl transformă într-un urs. Prințesa vrea însă cu disperare să audă pomișorul cântând și îl trimite pe tatăl ei să-l aducă. Regele ajunge în sfârșit la granița tărâmului magic al piticului unde ursul îi dă copacul cu condiția ca el să îl ofere la prima ființă din castel care îi iese în cale. Regele este de acord, fiica sa nerăbdătoare este prima care îl salută, așa că pomișorul este păzit cu mare strictețe în castel. 
Ursul își dă seama că regele nu s-a ținut de cuvânt, pătrunde în castel și răpește prințesa. El o duce la tărâmul magic, unde piticul, îi face o față urâtă potrivită caracterului ei. Prințesa este supărată de urâțenia ei și își dă seama că trebuie să-și poarte singură de grijă. Așa că începe pentru prima dată în viața ei, singură să culeagă fructe de pădure și ajută pe urs să facă pentru ei un adăpost de noapte, chiar îi propune ursului, dacă el vrea, să invite și alte animale să doarmă acolo.
Piticului îi face plăcere să enerveze prințesa cu puterile sale magice. Cu toate acestea, prințesa are ocazia să ajute animalele din situații periculoase create de pitic, astfel încât ea își recapătă treptat frumusețea. Piticul își dă seama că prințesa se schimbă tot mai mult spre bine. El o ademenește cu minciuna cum că tatăl ei este grav bolnav, să iasă din tărâmul magic. Când prințesa ajunge la castel și vede că de fapt tatăl ei este bine și o caută în toată țara, își dă seama de minciuna piticului. Deodată ea aude pomișorul cântând în grădina castelului și se întoarce în țara magică luând pomișorul cu ea. Deși piticul face tot ce îi stă în putință pentru a o împiedica, prințesa reușește să se întoarcă la urs cu ajutorul animalelor pe care le-a salvat cândva. Ajunși acolo, pomișorul începe să cânte iar în acest moment, ursul este eliberat din blestem și se transformă din nou în prinț. Cei doi se întorc fericiți la castel. 

## Distribuție
- Christel Bodenstein – Prințesa trufașă
- Charles Hans Vogt – bătrânul Rege, tatăl ei
- Eckart Dux – Prințul cel frumos
- Richard Krüger – piticul rău
- Dorothea Thiesing – Amme
- Fredy Barten – ministrul
- Egon Vogel – căpitanul și maestrul de ceremonii
- Maria Besendahl – femeia plantă
- Günther Polensen – căpitanul castelului
- Friedrich Teitge – grădinarul
- Paul Pfingst – un țăran
- Paul Knopf – un gardian